# Brienomyrus tavernei
Brienomyrus tavernei es una especie de pez elefante eléctrico perteneciente al género Brienomyrus en la familia Mormyridae presente en varias cuencas hidrográficas de África, entre ellas la cuenca superior del río Congo y el río Lualaba (que se convierte en el Congo por debajo de las cataratas Boyoma). Es nativa de la República Democrática del Congo; y puede alcanzar un tamaño aproximado de 13,9 cm.

## Estado de conservación
Respecto al estado de conservación, se puede indicar que de acuerdo a la IUCN, esta especie puede catalogarse en la categoría «Preocupación menor (LC)».